# میچیئو هیرائو
میچیئو هیرائو (به ژاپنی: 平尾 道雄 ひらお みちお) تولد ۳ سپتامبر ۱۹۰۰ (دوره مِیجی ۳۳) - مرگ ۱۷ مه ۱۹۷۹ (شووا ۵۴)، مورخ و تاریخدان محلی ژاپنی بود. نام خانوادگی او در دوران دوشیزگی اینوئه بود. در سال ۱۹۲۳، او نام خانوادگی مادربزرگش را به ارث برد و نام خانوادگی خود را به هیرائو تغییر داد. 
او نویسنده کتاب تاریخ شینسنگومی منتشر شده به صورت خصوصی، در سال ۱۹۲۸ است. هیرائو در درجه اول یک مورخ بود، و بیشتر به خاطر نوشته‌هایش درباره ساکاموتو ریوما شناخته می‌شد تا درباره  شینسنگومی کمی قبل از تکمیل تاریخ شینسنگومی طبق نسخه خطی، در سال ۱۹۲۸ هیرائو با کوندو یوگورو، وارث کوندو ایسامی (که در آن زمان هفتاد و شش سال داشت)، مصاحبه کرد. از دیگر افرادی که هیرائو با آنها مصاحبه کرد، می‌توان به اعضای خانواده میاگاوا اشاره کرد.: 27 